# Vz.18 140mm迫撃砲
vz.18 140mm迫撃砲（14cm hruby minomet vz.18）はチェコスロヴァキア製の迫撃砲である。
　

## 概要
スコダ社製の重迫撃砲であり、1938年のチェコスロバキア併合以降はドイツ軍により14cm迫撃砲18（t）の名称で使用された。主に固定防御兵器・沿岸防御兵器として配備された。
チェコスロヴァキアにはこの他にもB11　105mm迫撃砲（10.5cm horsky minomet B11）という重迫撃砲もあったが、これは試作段階で終わっている。

## 諸元
- 口径：140mm　（5.5インチ）
- 砲身長：1260mm　（49.6インチ）
- 重量：387.5kg　（854.4ポンド）
- 最大射程：　2680m　（2932ヤード）
- 砲弾重量：　15kg　（33.1ポンド）

## 参考資料
Peter Chamberlain , Terry Gander 『WW2 Fact Files,Mortars and Rockets』 （1975） Arco Publishing Company,Inc. ISBN 0668038179